# 3080 Moisseiev
3080 Moisseiev је астероид главног астероидног појаса чија средња удаљеност од Сунца износи 2,609 астрономских јединица (АЈ).
Апсолутна магнитуда астероида је 11,7.